# Nienstädt
Nienstädt er en by og kommune i det nordvestlige Tyskland med 4491 indbyggere (2018-12-31), beliggende i Samtgemeinde Nienstädt i den centrale/vestlige del af Landkreis Schaumburg. Denne landkreis ligger i delstaten Niedersachsen.

## Geografi
Nienstädt er beliggende på nordskråningerne af Bückeberge mellem byerne Bückeburg og Stadthagen ved Bundesstraße 65.
I kommunen finder man ud over Nienstädt, kommunedelene Sülbeck og Liekwegen, samt landsbyerne Wackerfeld og Meinefeld, der ligger i et åbent landskab nord for byen.

### Nabokommuner
Nienstädt grænser (med uret fra nord) op til byerne Stadthagen og Obernkirchen samt kommunen Helpsen.